# Sisyrina nirvana
Sisyrina nirvana is een insect uit de familie sponsvliegen (Sisyridae), die tot de orde netvleugeligen (Neuroptera) behoort. De soort komt voor in India.